# Xian de Zoigê
Le xian de Zoigê (若尔盖县 མཛོད་དགེ་རྫོང་། ; pinyin : Ruò'ěrgài Xiàn) est un district administratif de la province du Sichuan en Chine. Il est placé sous la juridiction de la préfecture autonome tibétaine et qiang d'Aba.

## Démographie
La population du district était de 63 270 habitants en 1999.

### Liens externes

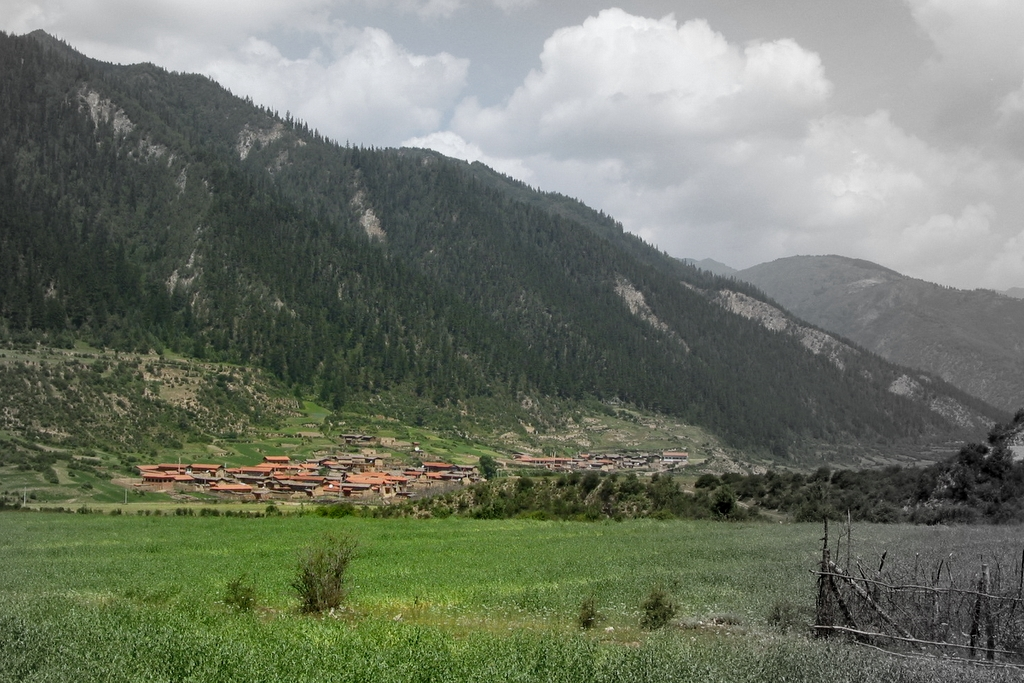
Village de Baozuo dans le xian de Zoigê

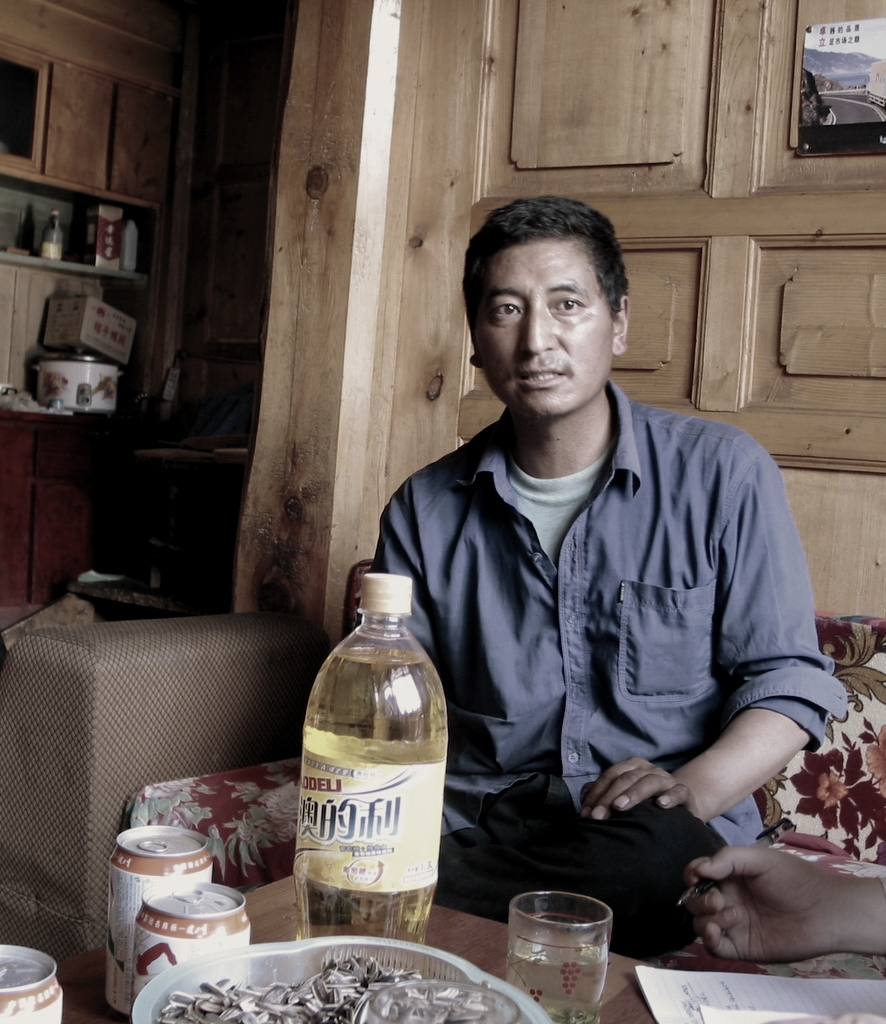
Fermier de Baozuo